# Code Reading
Code Reading ( ISBN 0-201-79940-5) es un libro de desarrollo de software de 2003  escrito por Diomidis Spinellis.
El libro está dirigido a programadores que quieren mejorar su capacidad para leer código.
Explica técnicas concretas para leer el código escrito por otros y perfila conceptos de programación común.
Los ejemplos de código usados en el libro son tomados de software real, muchos de ellos vienen de la exportación-19980407 NetBSD snapshot. A pesar de que se dice que la elección del lenguaje de programación de los ejemplos en el libro es equilibrado, el uso de C para ilustrar los conceptos básicos predomina. Exceptuando a importantes sistemas de código de fuente abierto como el servidor web de apache, el motor de base de datos relacional hsqldb Java, la distribución NetBSD de Unix, el lenguaje Perl, el servidor de aplicaciones Tomcat , y el sistema de ventanas X están presentes.
El libro cubre la mayoría de los conceptos relacionados con código que probablemente puede aparecer antes de los ojos de un desarrollador de software, incluyendo construcciones de programación, tipos de datos, estructuras de datos, flujos de control, organización de proyectos,estándares de codificación, documentación, y arquitecturas. Un disco compacto con 16 millones de líneas de código de código abierto, acompañando el libro, proporciona el contexto para todos los ejemplos presentados. Los capítulos finales pueden ser los más útiles para los usuarios avanzados, mientras que los capítulos iniciales escarban dentro de las construcciones de los lenguajes de programación, expresiones regulares, etc.
El libro inauguró la serie de Desarrollo de Software Eficaz de Addison-Wesley, editado por Scott Meyers, y recibió el Premio de Desarrollo de Software de Productividad en 2004 en la Categoría de Libros Técnicos”. Ha sido traducido a chino, griego, japonés, coreano, polaco, y ruso.